# Kitros
Kitros (griechisch Κίτρος (n. sg.)) ist ein Dorf der Gemeinde Pydna-Kolindros in der griechischen Region Zentralmakedonien. Sie wurde im Mittelalter gegründet und gilt als älter als Katerini. Der wichtigste Wirtschaftszweig ist die Salzgewinnung. Kitros liegt 16 km von Katerini entfernt. Die Einwohner sind zum einen Einheimische, zum Teil aber auch Flüchtlinge aus Ostrumelien. Der Haupterwerb liegt heute im Tabakanbau und in der Zucht von Kiwis. Der Ort ist eine der ältesten Anbauregionen für Kiwi in Griechenland. Gegenwärtig gehört Kitros verwaltungsmäßig zu Pydna-Kolindros und bildet zusammen mit Alyki die Ortsgemeinschaft Pydna.

## Name
Verschiedene Herleitungen des Namens „Kitros“ sind in Umlauf. Eine wahrscheinliche Theorie besagt, dass der Name auf einen Gasthof zurückgeht, an dem die Reisenden auf dem Weg zwischen Gida (Γιδά – dem heutigen Alexandria Imathias) und Larissa einkehrten. Demzufolge wäre es die deiktische Form: „Dort essen!“ ("εκεί τρως" eki troos). Unwahrscheinlich ist die Theorie, dass der Ort seinen Namen nach den Zitrusfrüchten erhalten habe.
Die Umbenennung von Pydna in Kitros erfolgte in römischer Zeit. Strabon ist der erste, der den Namen „Citrum“ verwendet. Der Bischof von Kitros Parthenios Vardakas vermutete, dass der Name auf die Farbe Gelb zurückzuführen sei, aber eine glaubhaftere Theorie geht davon aus, dass der Name von einem römischen Landbesitzer übernommen wurde. Die Gemeinde wurde 1914 unter dem Namen Pydna (Πύδνα) gegründet. Rigas Fereos führt den Ort in seiner berühmten Charta von 1797 unter dem Doppelnamen Pydna-Kitros (Πύδνα-Κίτρος).

## Geschichte
Bei archäologische Ausgrabungen südlich von Kitros wurden Überreste des befestigten Bischofssitzes Louloudies aus dem 5. bis 7. Jahrhundert freigelegt. Dieser stand unter der Jurisdiktion des Metropoliten von Thessaloniki. Zur Zeit der Kreuzfahrerstaaten war es auch Sitz eines katholischen Bischofs.
396 wurde Kitros von den Goten erobert und später hielten auch Hunnen und Ostgoten Einzug.
920 wurde Kitros nach einer Belagerung von den Bulgaren besetzt.
In byzantinischer Zeit war Kitros dann eines von vier Zentren der Gegend (mit Platamonas, Petra und Kolindros). 1185 wurde der Ort von Normannen geplündert. Später wurde er von den Franken beherrscht, die die Festung wieder herstellten.
Kitros erscheint auch in dem Tagebuch des venezianischen Hauptmanns Azolielo (Ατζολιέλο), der als Gefangener bei den Osmanen nach der Seeschlacht von 1470 zurückgeblieben war. Azolielo schreibt:
„In Citro übernachtete der Sultan, dort gibt es viele Salinen. Am selben Tag erreichten wir den Fluss Vardar und dort gab es besondere Pferde.“
Der Reisende Nikos Schinas (Νίκος Σχοινάς) spricht von Kitros als „Landgütlein, keine Stunde vom Wasser entfernt, wo es eine gute und sichere Treppe zum Ort gibt (früher dem See von Pydna) und von dem man zum Salzgebiet von Touzla kommt. Im Ort wohnen 80 christliche Familien.“
Eine weitere Erwähnung von Kitros findet sich bei dem griechischen Reisenden Zotos Molossos (Ζώτο Μολοσσό). Es liegt „keine ganze Stunde von Agianni und 1/2 Stunde von den Ruinen von Pydna entfernt. Hier gibt es einen Hafen, wo auch große Schiffe anlegen können... Die Ältesten der Eparchie Kitros wohnen in Kolindros...“ Kitros wurde 1878 zerstört.
Viele Einwohner gehörten zu den Teilnehmern der Makedonomachie (Kampf um Makedonien). In neuerer Zeit war Kitros ein Landgut, welches einem gewissen Nikolaos Bitzios (Νικόλαος Μπίτζιος) gehörte. Im Zweiten Weltkrieg landeten dort die Deutschen und eroberten von da aus die ganze Umgebung von Thermaikos (Θερμαϊκός).
Heute besteht Kitros aus drei Wohngebieten. Zum einen die Siedlung der Alteingesessenen, zum anderen die jüngeren Siedlungen Kavakli (Καβακλί) und Banas (Μπάνας). Die letzten Ansiedlungen wurden 1926 mit Flüchtlingen aus Rumelien vorgenommen.
Am 13. November 1943 wurden auf dem Flugfeld von Katerini die Widerstandskämpfer Evangelos Manolopoulos (Ευάγγελος Μανωλόπουλος) und Evangelos Theologs (Ευάγγελος Θεολόγης) hingerichtet.
Am 20. Oktober 1944 verließen die Nationalsozialisten das Gebiet auf dem Weg über den Hafen. Sie benutzten den Bahnhof der Saline und sprengten das Munitionslager in die Luft.
Mit der Schreibweise Pidna (Πίδνα) wurde Kitros 1918 als Landgemeinde (kinotita) anerkannt, die Umbenennung in Pydna erfolgte 1940, die Erhebung zur Stadtgemeinde (dimos) mit der Gemeindereform 1997, als zahlreiche Nachbarorte eingemeindet wurden.

## Christentum in Kitros
303 starb in Pydna der selige Alexander (Αλέξανδρος) in der Verfolgung durch Maximian. Seitdem wird der Heilige von orthodoxen Christen in Pieria und auf dem Balkan verehrt. Zwischen dem sechsten und siebten Jahrhundert wurde der Bischofssitz gegründet. Der erste namentlich bekannte Bischof war ein gewisser Germanos (Γερμανός), der im Konzil von Konstantinopel 869/870 teilnahm. Seit der Zeit Leo VI. (Λέοντα ΣΤ΄, 886–912) unterstand der Bischof der Metropolie von Thessaloniki. Am 7. Oktober 1924 wurde der Bischofssitz zur Metropolie erhoben und 1928 durch einen Erlass des Patriarchen zusammen mit anderen Metropolien der Neuen Gebiete (Μητροπόλεις των Νέων Χωρών) der autokephalen Kirche von Griechenland unterstellt.

### Katholische Kirche
Das Titularbistum Citrus besteht in der katholischen Kirche. Seit 1965 wurde der Titel jedoch nicht mehr verliehen.

## Infrastruktur
Kitros verfügt heute über eine fünfklassige Grundschule und einen Kindergarten, eine landwirtschaftliche Kooperative, ein Krankenhaus, Fußball- und Ringerverein (Αλέξανδρος Δήμου Πύδνας Κολινδρού – Alexandros Dimou Pydna Kolindrou), sowie einen Kulturverein mit dem Namen „Mas Pydna“ (ΜΑΣ Πύδνα, 1978).
Sehenswerte Gebäude sind die Kirchen Agios Konstantinos und Eleni (Άγιος Κωνσταντίνος και Ελένη), Profitis Elias (Προφήτης Ηλίας) und Agios Georgios (Άγιος Γεώργιος).

## Feste & Kultur
Der bedeutendste Volksbrauch in Kitros ist das Fest Ethimo tis Babos (Έθιμο της Μπάμπως) am 8. Januar (Tag der Hl. Domenica). An diesem Tag übernehmen die Frauen die Herrschaft im Dorf und vertreiben die Männer aus den Cafés. Dieser Brauch wurde aus Rumelien eingeführt und wird seit den 1930er Jahren praktiziert.
Auch das Fest des Heiligen Tryphon (Τρύφων) am 1. Februar geht auf die Zuwanderer zurück. Es wird in der Siedlung Kavlaki gefeiert und vereint neben christlichen auch dionysische Elemente. Unter anderem findet ein Kampf zwischen einem Alten und einem Jungen statt. Der Jüngere, der in der Regel gewinnt, erhält einen Hahn.